# Quartier Bellevue - Chantenay - Sainte-Anne
Le quartier Bellevue - Chantenay - Sainte-Anne est un des onze quartiers de Nantes.

## Description
Ce quartier est délimité :
- à l'ouest par la commune de Saint-Herblain, dont les limites sont marquées par le boulevard Winston-Churchill et la rue Philippe-Lebon ;
- au nord et à l'est, par les boulevards Émile-Romanet, Léon-Jouhaux, René-Coty, Benoit-Frachon, Salvador-Allende et la place de Jacksonville ;
- au sud, par la Loire, auquel on adjoint le terminal portuaire de Cheviré, situé sur la rive sud.

## Dénomination
Les deux premiers vocables font référence à trois composantes importantes du quartier : la cité HLM de Bellevue située au nord-ouest à cheval entre Nantes et Saint-Herblain ; le quartier de Chantenay centre historique de l'ancienne commune de Chantenay-sur-Loire ; le quartier érigé autour de l'église Sainte-Anne.

## Les micro-quartiers
Selon l'Insee, il est constitué de 9 micro-quartiers.

### Boucardière-Mallève
Il regroupe une zone pavillonnaire dans sa partie nord et une zone plus industrielle dans sa partie sud.

### Mairie de Chantenay
Ce micro-quartier est centré autour de la mairie de l'ancienne commune de Chantenay-sur-Loire, située boulevard de la Liberté, et devenue depuis une mairie annexe.

### Cheviré-Zone portuaire
Elle regroupe les quartiers situés de part et d'autre de la Loire traversée par le pont de Cheviré : le « bas-Chantenay », Roche-Maurice et le terminal portuaire de Cheviré.

### Croix Bonneau-Bourderies
Ce micro-quartier est centré autour de la place de la Croix-Bonneau et des habitations pavillonnaires autour de la rue des Bourderies situées derrière la mairie de Chantenay.

### Jean-Macé
La place Jean-Macé fut l'une des places les plus commerçantes du quartier du « Bas-Chantenay ».

### Mendès-France
La place Pierre-Mendès-France est la principale place publique du quartier de Bellevue. Si sa partie orientale est nantaise, sa partie occidentale est herblinoise.

### Lauriers
Les place des Lauriers est également une place importante du quartier de Bellevue, puisqu'on y trouve notamment la mairie annexe.

### Plessis Cellier-Roche Maurice
Ce micro quartier regroupe un habitat pavillonnaire au sud-ouest du quartier.

### Salorges-Sainte-Anne
Ce micro-quartier comprend le secteur compris entre l'église Sainte-Anne juchée sur la butte homonyme et le centre des Salorges, siège de la Chambre de commerce et d'industrie de Nantes et de Saint-Nazaire.

## Démographie
Le quartier Bellevue - Chantenay - Sainte-Anne compte plus de 24 000 habitants, dont plus du cinquième de la population à moins de 15 ans, ce qui en fait le quartier le plus jeune de la ville. Néanmoins, la moitié des résidents a plus de 34 ans et est même déficitaire pour la tranche des 15-24 ans. Son habitat essentiellement destiné aux familles, ne permet pas d'attirer une population étudiante, d'autant plus que le quartier est particulièrement éloigné des campus de l'université.

## Administration
Le quartier compte actuellement deux mairies annexes :
- Chantenay située place de la Liberté, il s'agit en réalité de l'hôtel de ville de l'ancienne commune de Chantenay-sur-Loire inauguré en 1905, trois ans avant l'annexion de cette commune à la ville de Nantes. Avec la mairie centrale et la mairie annexe de Doulon, elle est la seule à pouvoir enregistrer des actes d'état-civil (déclarations de naissances, décès et reconnaissances si l'événement a lieu sur le quartier), et célébrer les mariages si l'un des futurs époux est domicilié sur le quartier[4] ;
- Bellevue située place des Lauriers dans le quartier de Bellevue[5].

## Patrimoine

### Quartier Sainte-Anne
- L'église Sainte-Anne
- Monument à Jacques Cassard
- Mémorial des Acadiens (rue des Acadiens)
Le mémorial comprend une grande fresque réalisée en 1993, représentant les Acadiens attendant un proche départ sur les hauteurs de Chantenay, avec la ville de Nantes et la Loire en arrière-plan, et une reproduction de la fresque réalisée en 1996 par Robert Dafford pour le Monument acadien de Saint-Martinville, représentant les Acadiens arrivant en Louisiane dans un paysage de forêt marécageuse.
- Statue de sainte Anne, œuvre d'Amédée Ménard, érigée en avril 1851 en haut de l'escalier descendant vers le quai Marquis-d'Aiguillon, représentant mère de la Vierge Marie bénissant la Loire, accompagnée de sa fille enfant. Légende sur le piédestal : Sancta Anna Britannorum patrona nautis et navibus nostris semper faveas (« Sainte Anne, patronne des Bretons, puisses-tu toujours favoriser nos marins et nos navires »).
- Musée Jules-Verne, juste à côté de la statue de sainte Anne (elle ne doit pas être confondue avec l'ancienne maison de campagne des parents de l'écrivain située au no 29 bis de la rue des Réformes dans le Bas-Chantenay[6])
- Planétarium de Nantes
- Musée compagnonnique au manoir de la Hautière
- Square Maurice-Schwob[7], créé au début du XXe siècle par Étienne Coutan, architecte-paysagiste de la ville, en hommage au directeur du journal Le Phare de la Loire[8], juste au-dessus de l'ancienne carrière de Miséry.

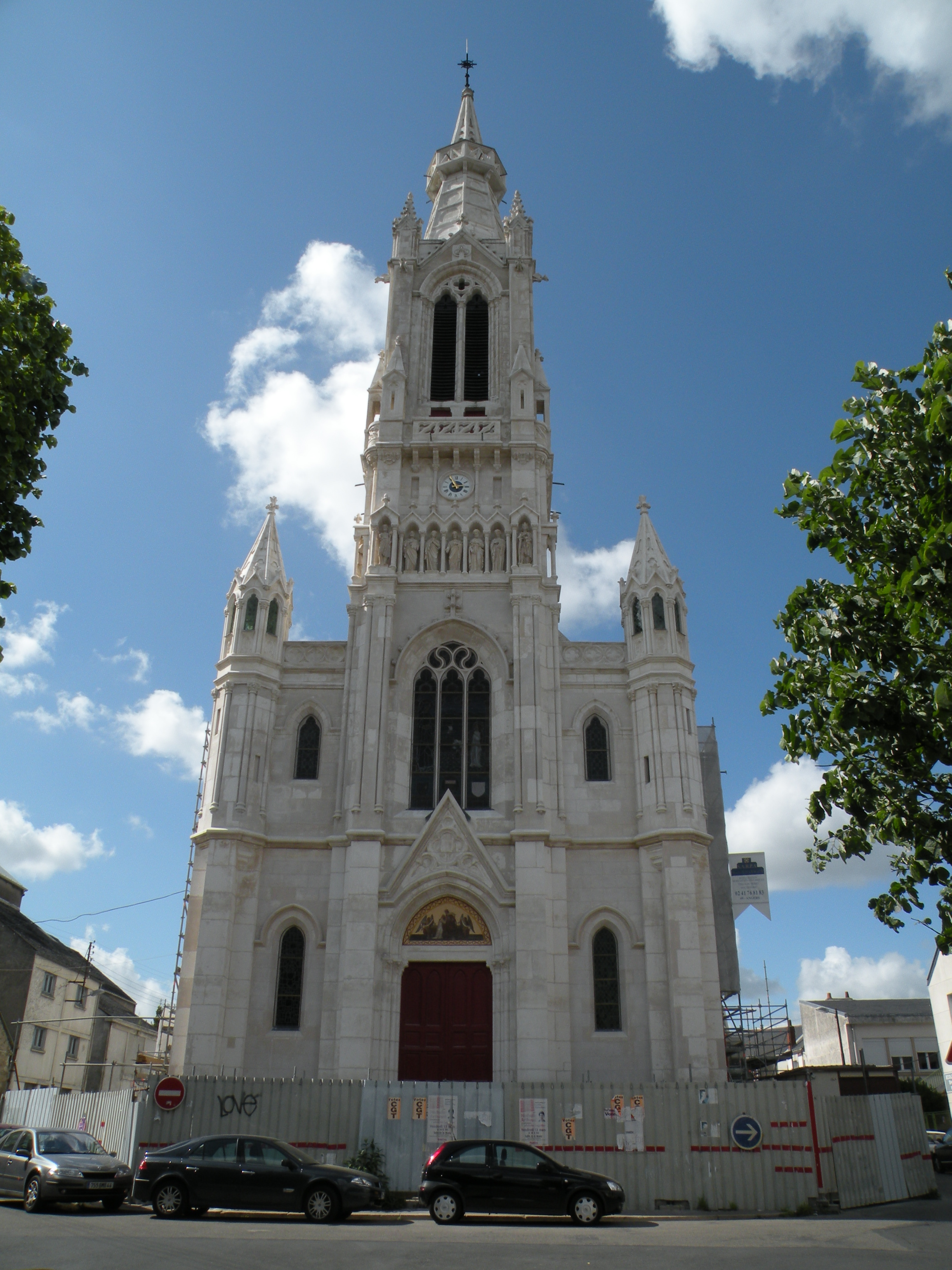
Église Sainte-Anne.
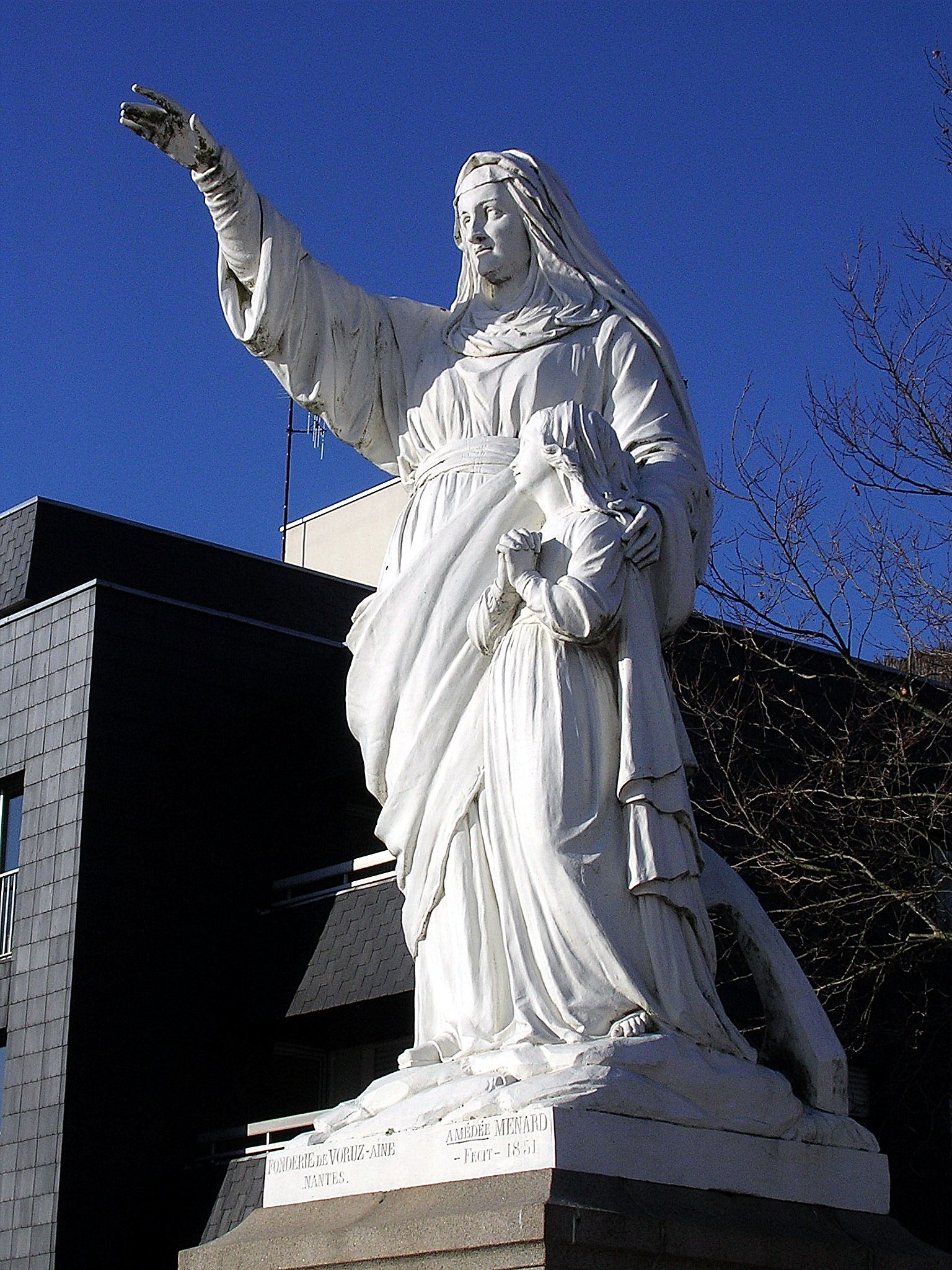
Statue de sainte Anne.
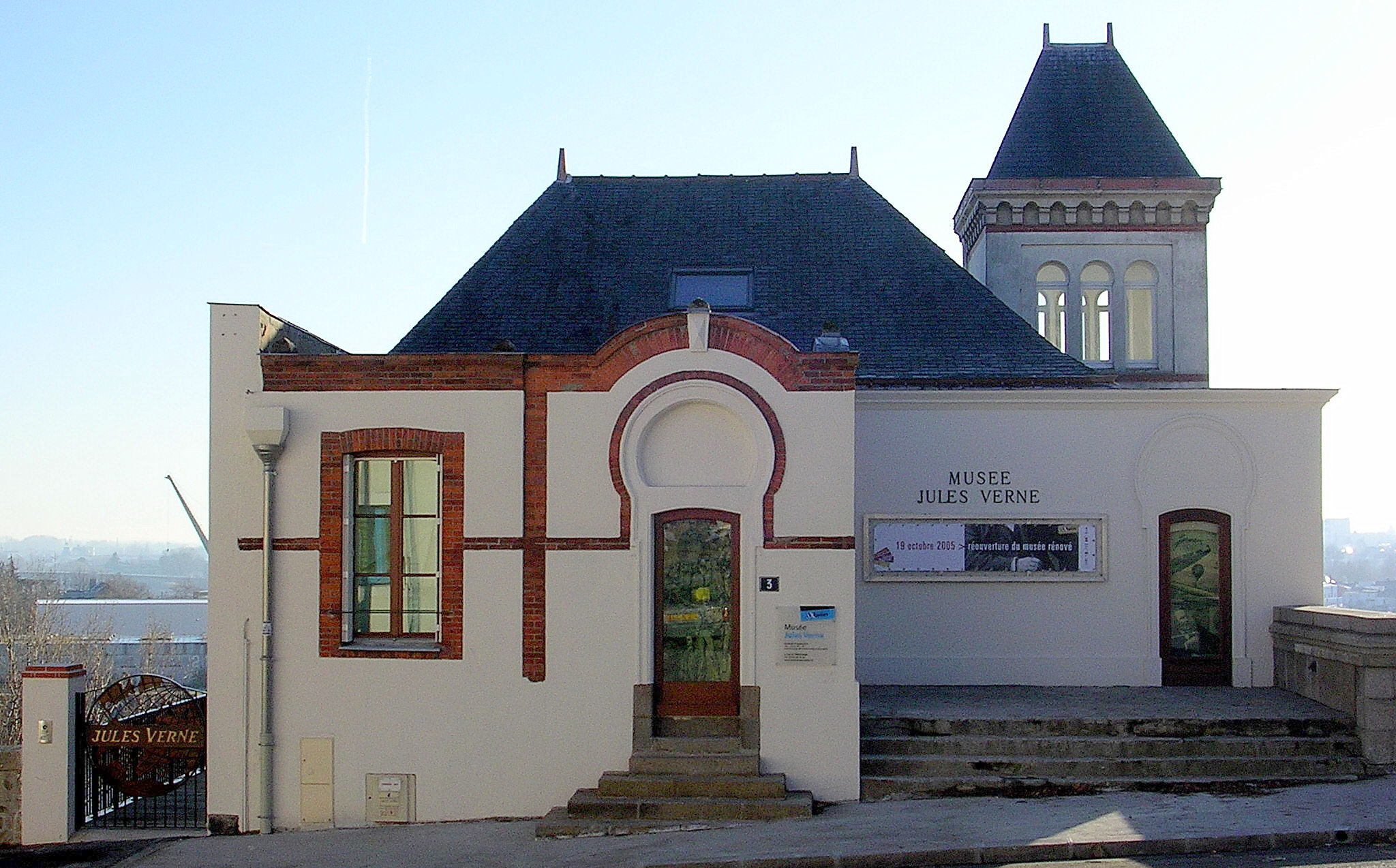
Musée Jules-Verne.

### Bas-Chantenay
- grue noire des anciens Chantiers Dubigeon